# Коканін
Коканін (пол. Kokanin) — село в Польщі, у гміні Желязкув Каліського повіту Великопольського воєводства. Населення — 755 осіб (2011).
У 1975—1998 роках село належало до Каліського воєводства.

## Демографія
Демографічна структура станом на 31 березня 2011 року:
|          | Загалом | Допрацездатний вік | Працездатний вік | Постпрацездатний вік |
| -------- | ------- | ------------------ | ---------------- | -------------------- |
| Чоловіки | 374     | 75                 | 269              | 30                   |
| Жінки    | 381     | 59                 | 248              | 74                   |
| Разом    | 755     | 134                | 517              | 104                  |